# Fòrum Català pel Dret a l'Autodeterminació
El Fòrum Català pel Dret a l'Autodeterminació va ser una entitat que tenia com a objectiu principal esdevenir un òrgan de creació i difusió d'idees i de generació de debat públic al voltant del dret a l'autodeterminació i dels drets col·lectius. Va ser creada el 23 d'abril, diada de Sant Jordi, de l'any 2001.
L'organització va ser promoguda, arran de les conclusions del Tercer Congrés de Cultura Catalana (1999-2000), per Jordi Torra Oliveres, Raimon Escudé i Pladellorens, Carles Castellanos i Llorenç, Aureli Argemí i Roca i Jaume Renyer i Alimbau, que en va ser el president. Altres membres destacats de primera hora foren Isidre Llucià Sabarich, Eusebi Campdepadrós i Pucurull i Josep Romeu i Bisbe. L'associació es va organitzar en tres àmbits, el dels experts, el de les entitats, i el dels ciutadans adherits.
Durant el temps que va estar activa, l'entitat va difondre manifestos, cercant l'adhesió d'entitats, ajuntaments o particulars, i va organitzar xerrades i conferències, sovint amb la col·laboració d'altres entitats i amb participació de representats de diferents tendències polítiques. A partir de l'any 2002 va tenir un lloc web, focda.catalunyaonline.com. El gener de 2022 aquest domini continua registrat però està inactiu, sense cap lloc web associat. Segons les dades de l'Internet Archive, el lloc web va estar actiu entre els anys 2002 i 2011.